# Quidhampton (Hampshire)
Quidhampton – wieś w Anglii, w hrabstwie Hampshire, w dystrykcie Basingstoke and Deane. Leży 23 km na północ od miasta Winchester i 85 km na zachód od Londynu.